# Alexander (Sohn des Demetrios)
Alexander (altgriechisch Ἀλέξανδρος Aléxandros; * kurz nach 303 v. Chr.; † nach 246/240 v. Chr.) war ein Sohn des Diadochenherrschers Demetrios Poliorketes und dessen dritter Frau Deidameia von Epiros, womit er der Dynastie der Antigoniden angehörte. Seine Eltern hatten 303 v. Chr. geheiratet, die Mutter starb zwischen 300 und 298 v. Chr.
Plutarch berichtet, dass Alexander in Ägypten lebte und starb. Er war aller Wahrscheinlichkeit nach identisch mit einer Geisel gleichen Namens, die in einem Papyrus des Zenon von Kaunos aus den ersten Regierungsjahren des Königs Ptolemaios III. als Besitzer zweier Sklaven genannt wird.
Es ist möglich, dass Demetrios Poliorketes seinen Sohn als Unterpfand für seinen Friedensvertrag mit Ptolemaios I. im Jahr 297 v. Chr. zusammen mit seinem Schwager Pyrrhos von Epiros als Geisel an den ägyptischen Hof geschickt hat. Als dann Pyrrhos noch im selben Jahr mit der Unterstützung Ptolemaios’ I. nach Epirus aufbrach, um seinen Thron zurückzuerobern, könnte Alexander nun für seinen Onkel als Sicherheit gegenüber Ptolemaios I. gebürgt haben. Gesetzt den Fall, dass Alexander mit der Person aus dem Papyrus identisch war, hatte er auch noch unter den Königen Ptolemaios II. und Ptolemaios III. die Funktion einer Geisel, wohl als Druckmittel gegenüber seinem Halbbruder Antigonos II. Gonatas.
Alexander war vermutlich mit dem mächtigen Finanzminister Apollonios Dioiketes befreundet. Von den Sklaven Alexanders sind zwei namentlich bekannt, ein babylonischer Haarwäscher namens Philinos und ein medischer Kutscher namens Amyntas, die beide nach seinem Tod flüchteten, woraufhin ein Fahndungsaufruf erging.